# Fidesz–KDNP Szövetség
A Fidesz–KDNP Pártszövetség (korábban: Magyar Szolidaritás Szövetsége) egy jobboldali pártszövetség, amit 2005 december 10-én alapítottak. A két párt a 2006-os országgyűlési választás óta minden választáson közösen indul. A Fidesz–KDNP Szövetség 2010 óta kormányozza Magyarországot, a 2010-es , 2014-es, 2018-as és 2022-es országos választásokon összesen minősített (kétharmados) többséget szerzett.  

## Választások

### Országgyűlési választások
| Választás | Szavazatok száma (I. forduló) | Szavazatok aránya (I. forduló) | Szavazatok száma (II. forduló) | Szavazatok aránya (II. forduló) | Mandátumok száma | Mandátumok aránya | Parlamenti szerepe |
| --------- | ----------------------------- | ------------------------------ | ------------------------------ | ------------------------------- | ---------------- | ----------------- | ------------------ |
| 2006-os   | 2 272 979                     | 42,03%                         | 1 511 176                      | 46,65%                          | 164/386          | 36,53%            | ellenzék           |
| 2010-es   | 2 706 292                     | 52,73%                         | 620 138                        | 53,81%                          | 263/386          | 58,80%            | kormánypárt        |
| 2014-es   | 2 264 780                     | 45,04%                         | –                              | –                               | 133/199          | 58,79%            | kormánypárt        |
| 2018-as   | 2 824 647                     | 49,60%                         | –                              | –                               | 133/199          | 58,79%            | kormánypárt        |
| 2022-es   | 3 060 706                     | 54,10%                         | –                              | –                               | 135/199          | 67,84%            | kormánypárt        |
| 2026-os   | –                             | –                              | –                              | –                               | –/199            | –                 | –                  |

### Európai Parlamenti
2019-től a Fidesz képviselői felfüggesztve lettek az Európai Néppártban. 2021. március 18-án a Fidesz kilépett az Európai Néppártból, a KDNP azonban továbbra is tagja maradt az Európai Néppártnak. 2024-ben a KDNP is kilépett.
| Választás | Szavazatok száma | Szavazatok aránya | Mandátumok száma | +/- | Európai parlamenti csoport                                           | Európai párt                                                         |
| --------- | ---------------- | ----------------- | ---------------- | --- | -------------------------------------------------------------------- | -------------------------------------------------------------------- |
| 2009-es   | 1 632 309        | 56,36%            | 14 / 22          |     | Európai Néppárt                                                      | Európai Néppárt                                                      |
| 2014-es   | 1 193 991        | 51,48%            | 12 / 21          | 2   | Európai Néppárt                                                      | Európai Néppárt                                                      |
| 2019-es   | 1 824 220        | 52,56%            | 13 / 21          | 1   | Európai Néppárt (KDNP; Fidesz 2021-ig) Függetlenek (Fidesz 2021-től) | Európai Néppárt (KDNP; Fidesz 2021-ig) Függetlenek (Fidesz 2021-től) |
| 2024-es   | 2 042 231        | 44,90%            | 11 / 21          | 2   | Patrióták Európáért                                                  | Függetlenek                                                          |

## Lásd még
- CDU/CSU